# Robert Jacques (football, 1947)
Pour les articles homonymes, voir Jacques et Robert Jacques.
Robert Jacques est un footballeur français né le 11 septembre 1947 à Mont-Saint-Martin (Meurthe-et-Moselle). 
Ce solide défenseur (1,82 m pour 80 kg), après avoir joué à Reims et au Red Star, a été une pièce maîtresse de Troyes.

## Biographie
Robert Jacques joue son premier match en Division 1 le 31 août 1966, lors de la rencontre Angers-Reims (2-2).
Au total, il dispute 177 matchs en Division 1 et 162 matchs en Division 2.

## Carrière de joueur
- 1966-1970 :  Stade de Reims
- 1970-1971 :  Red Star
- 1971- janv. 1978 :  Troyes AF
- janv. 1978-1978 :  Valenciennes FC
- 1978-1980 :  US Tavaux-Damparis[1]

## Palmarès
- International junior en 1966
- Vice-Champion de France de Division 2 en 1973 avec le Troyes AF